# 徳川無頼帳
『徳川無頼帳』（とくがわぶらいちょう）は、日本のテレビ時代劇。主演 ： 千葉真一、制作 ： テレビ東京・日光江戸村。TXNにて1992年4月14日から9月29日の毎週火曜日22:00 - 22:54に放送された。全24話。

## 解説
権力からつまはじきにされた松平忠輝（千葉真一）は江戸唯一の治外法権の場所である吉原に隠れ住んでいたが、ひょんなことから柳生十兵衛（西城秀樹）が加わり、吉原の仲間たちとともに様々な巨悪と戦っていく。千葉にとっては初めてテレビ東京制作の作品に出演となった。
日光江戸村を経営していた大新東に買収され、新体制となったジャパンアクションクラブ（JAC ）による最初の作品で、迫力ある殺陣や華麗な忍者アクションが展開されている。2009年7月から時代劇専門チャンネルで放送されたが、回によってオープニング・エンディングのクレジットが欠損している。

## キャスト
- 松平忠輝 - 千葉真一

主人公。素浪人「廓幻之介」と名乗って吉原に住み着いている。
- 柳生十兵衛 - 西城秀樹（第16話を除く）
- 浮橋太夫 - 成田和未（第10話まで）
- 千代野太夫 - 高橋久美子（第10話から）
- 京屋庄左衛門 - ハナ肇（第16話を除く）

吉原総名主。
- 遁兵衛 - レオナルド熊（第16話を除く）
- おゆき - 伊藤真美
- 嵐 - 真矢武
- 玉次郎 - 栗原敏
- 才次 - 真壁晋吾
- 風 - 小牧彩里（第10話まで）
- 霞 - 吉岡歩
- 雲 - 飯村郁美
- 喜久造 - 池上公司
- 一八 - 甲斐道夫
- 左平次 - 石橋正次
- 徳川家光 - 志垣太郎
- 松平伊豆守（松平信綱） - 中山昭二
- 柳生宗矩 - 和崎俊哉
- 柳生友矩 - 沖田浩之
- 徳川頼宣 - 春田純一
- ナレーション - 小林清志

## 作品リスト
| 話数   | サブタイトル                   | 脚本               | 監督     | ゲスト |
| ------ | ------------------------------ | ------------------ | -------- | --- |
| 第1話  | 吉原百人斬り                   | 小川英、中野顕彰   | 居川靖彦 | 未來貴子、横光克彦、加地健太郎、高崎隆二                                                                   |
| 第2話  | あわれ遊女の夢                 | 小川英、胡桃哲     | 居川靖彦 | 山本ゆか里、松本朝生、丸山秀美、山本昌平、大和田伸也                                                       |
| 第3話  | 吉原に散った女郎花             | 東條正年           | 岡本静夫 | 寺田農、八木美香、横山あきお、浅見美那、穂高稔、大谷朗、武田滋裕                                           |
| 第4話  | 裏切りの闇を裂く               | 升本由喜子         | 岡本静夫 | 滝沢幸代、佐野アツ子、入江正徳、江藤潤                                                                     |
| 第5話  | 二人十兵衛、親子の絆           | 滝洸一郎           | 居川靖彦 | 平泉成、伊藤美由紀、片山政司、遠藤征慈、入江正徳、阿部光子、椎名茂、椿田昇耶、飯田賢亮、井上純一、和崎俊哉 |
| 第6話  | 花吹雪、吉原心中               | 小川英、北川哲史   | 居川靖彦 | ひかる一平、黒部進、北原佐和子、外山高士、庄司永建、早川雄三、久保晶                                       |
| 第7話  | 危うし吉原・阿片の罠           | 杉昌英             | 猪崎宣昭 | 日下由美、佐藤仁哉、穂積隆信、伴直弥                                                                       |
| 第8話  | 信濃路に舞う花と剣             | 小川英、石川孝人   | 猪崎宣昭 | 佐藤允、小林勝彦、原口剛、澤田謙也                                                                         |
| 第9話  | 柳生十兵衛活人剣               | 小川英、朝永振一   | 奥村正彦 | 沖田浩之、和崎俊哉                                                                                         |
| 第10話 | 浮橋太夫・涙の舞い             | 中野顕彰           | 岡本静夫 | 井上高志、城春樹                                                                                           |
| 第11話 | 四十八手とそろばん侍           | 滝洸一郎           | 武内孝吉 | 河原さぶ、内田稔、森章二、松井紀美江、西村陽一                                                             |
| 第12話 | 花魁総揚・吉原乗っ取り!        | 山本優             | 奥村正彦 | 田口計、藤木悠、戸浦六宏、高橋利道                                                                         |
| 第13話 | 千姫乱心、情けあり!            | 小川英、石川孝人   | 居川靖彦 | 野村真美、佐原健二、三浦リカ                                                                               |
| 第14話 | 悲恋で染めた七夜月             | 山本優             | 奥村正彦 | 海津亮介、森幹太、加地健太郎、奥野匡、益田哲夫                                                             |
| 第15話 | わらわは花魁になりたい!        | 小川英、胡桃哲     | 居川靖彦 | 藤本正則、田中浩、小田薫、山下洵一郎、渡辺恭代                                                             |
| 第16話 | 血風! 三兄弟・ニセ十兵衛現わる | 山本優             | 岡本静夫 | 関根勤、春田純一、塩谷庄吾、秋田敏隆、久富惟晴、信実一徳、清家利一                                         |
| 第17話 | 十兵衛が泣いた! 昼顔の女       | 大平洋             | 日高武治 | 吉川十和子、内藤武敏、秋間登、福山升三                                                                     |
| 第18話 | 怪盗! 吉原の五右衛門           |                    |          | 山本亨、草薙幸二郎、遠藤征慈、岡本美登、神威狂児                                                           |
| 第19話 | 花魁道中・修羅に舞う           | 山本優             | 居川靖彦 | 太川陽介、後藤利文、中田博久、関根大学、松本朝生、成瀬真奈美                                               |
| 第20話 | 野風に響け父娘笛               |                    |          | 石野真子、西沢利明、夕真緒、二宮秀、宮口二郎                                                               |
| 第21話 | 羅生門河岸・母と子の哀歌       |                    |          | 土田早苗、青木義朗、藤江リカ、関根信行、西村陽一                                                           |
| 第22話 | 聖母・マリアの涙               | 小川英、山田貴美子 | 岡本静夫 | 生田智子、愛川絢子、真田健一郎、清家利一                                                                   |
| 第23話 | 十兵衛失眼! 柳生孤狼剣         | 山本優             | 岡本静夫 | 内藤武敏、関根大学、高橋利道、舟田走、衣笠健二、森聖二                                                     |
| 最終話 | 鬼蜘蛛乱舞! 命染めた廓街       | 山本優             | 居川靖彦 | 野口良一、春田純一、小林勝彦、高城淳一、清家利一                                                           |

## スタッフ
- 企画 - 野口勇
- 監修 - 千葉真一
- 企画協力 - 深作欣二
- プロデュース - 網野英夫、鈴木一己、西川昭幸、北澤秋夫、小日向智、居川靖彦
- 脚本 - 小川英、山本優、胡桃哲、中野顕彰、石川孝人、杉昌英ほか
- 監督 - 居川靖彦、猪崎宣昭、奥村正彦、岡村晴夫ほか
- 音楽 - 朝倉紀幸
- 編集 - 井上秀明、境　誠一
- 選曲 - 合田豊
- 殺陣 - 谷昭憲、金田治、山田一善 (23, 24話殺陣応援 - 高瀬道場、大野剣友会)
- 音響効果 - 宮田塙
- MA - アオイスタジオ
- 現像・テレシネ - IMAGICA
- スタジオ - 東宝ビルト、生田スタジオ
- 制作協力 - 日光江戸村、鬼怒川観光ホテル
- 制作 - テレビ東京、ジャパンアクションクラブ（著作権表示は「時代村」となっている）

## 主題歌
- 「黄昏を見た事がない」 咲田恭平 （コロムビアレコード）